# 肉疣衣科
肉疣衣科（学名：Ochrolechiaceae）是鸡皮衣目下的一个科。

## 下属分类
本科包括以下属：
- 肉疣衣属 Ochrolechia A.Massal., 1852
- 果疣衣属 Varicellaria Nyl.